# Saleh Bon
Saleh Bon (persiska: سله بن) är en ort i Iran.   Den ligger i kommunen Shahrestān-e Fīrūzkūh och provinsen Teheran, i den centrala delen av landet, 100 km öster om huvudstaden Teheran. Saleh Bon ligger 2 011 meter över havet och antalet invånare är 1 500.
Terrängen runt Saleh Bon är kuperad norrut, men söderut är den bergig. Saleh Bon ligger nere i en dal.Runt Saleh Bon är det ganska glesbefolkat, med 23 invånare per kvadratkilometer. Närmaste större samhälle är Fīrūzkūh, 18,9 km öster om Saleh Bon. Trakten runt Saleh Bon består i huvudsak av gräsmarker.